# Хроники Риддика: Фурия
«Хроники Риддика: Фурия» (англ. Riddick: Furya) — будущий американский научно-фантастический фильм режиссёра Дэвида Туи, четвёртый в серии фильмов о космическом преступнике Риддике. Был официально анонсирован 11 февраля 2023 года. Главную роль в нём, как и в предыдущих частях франшизы, сыграет Вин Дизель.

## Сюжет
Космический преступник Риддик в этом фильме оказывается на своей родной планете Фурия и узнаёт, что его соотечественники вынуждены сражаться против нового врага.

## В ролях
- Вин Дизель — Риддик

## Создание и релиз
Вин Дизель впервые рассказал о планах создания фильма в 2016 году, через три года после выхода третьей части франшизы. К 2021 году Дэвид Туи написал сценарий, он же будет режиссировать проект, а главную роль снова сыграет Дизель. Последний в 2021 году сообщил, что дело «движется к съёмкам», которые предположительно пройдут в Австралии. В мае 2022 года Дизель опубликовал раскадровку фильма.
Фильм был официально анонсирован 11 февраля 2023 года под названием «Риддик: Фурия». 23 августа 2024 года начались съёмки, которые проходят в Германии, Испании и Великобритании.